# Окрес

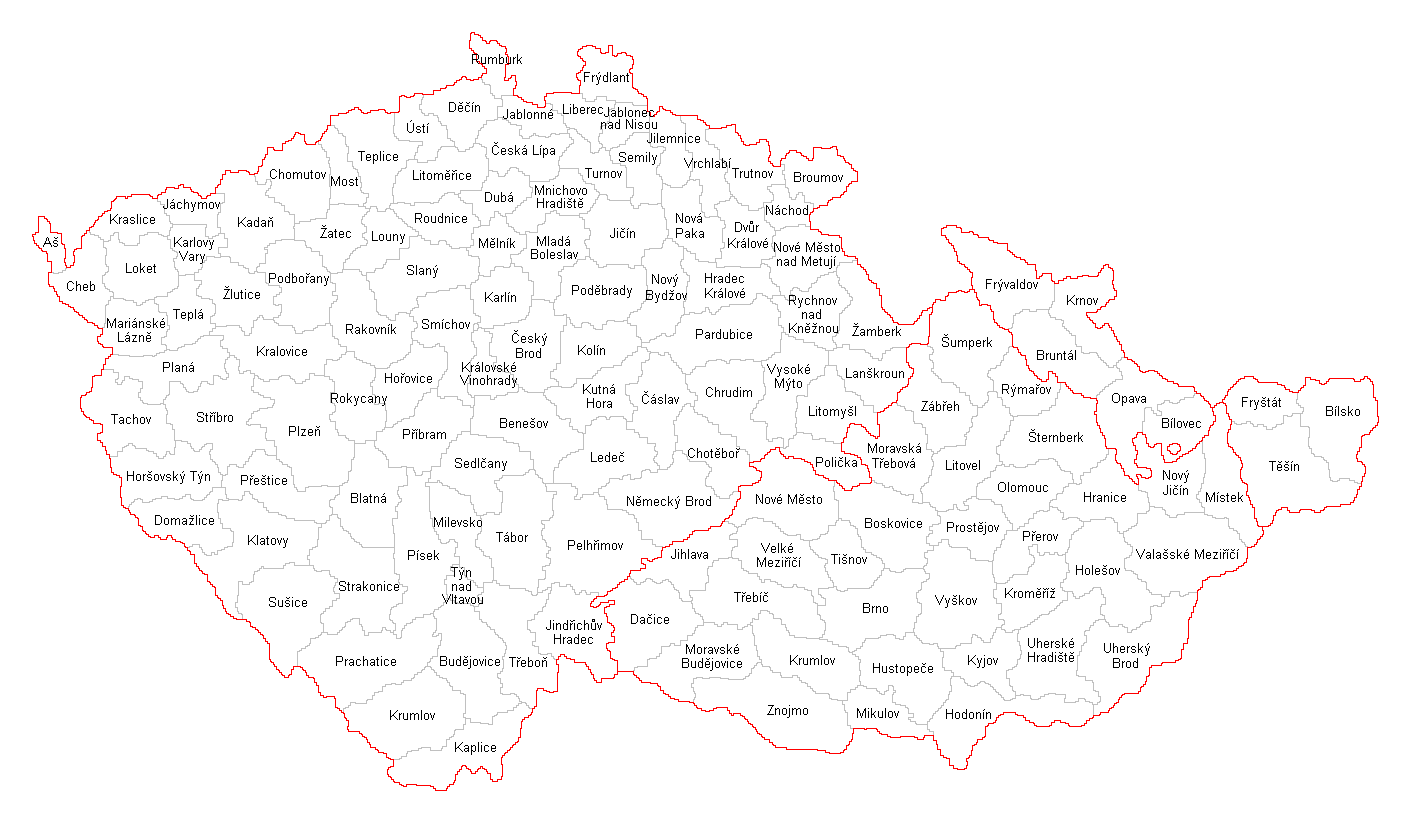
Окреси Чехії у 1900 році

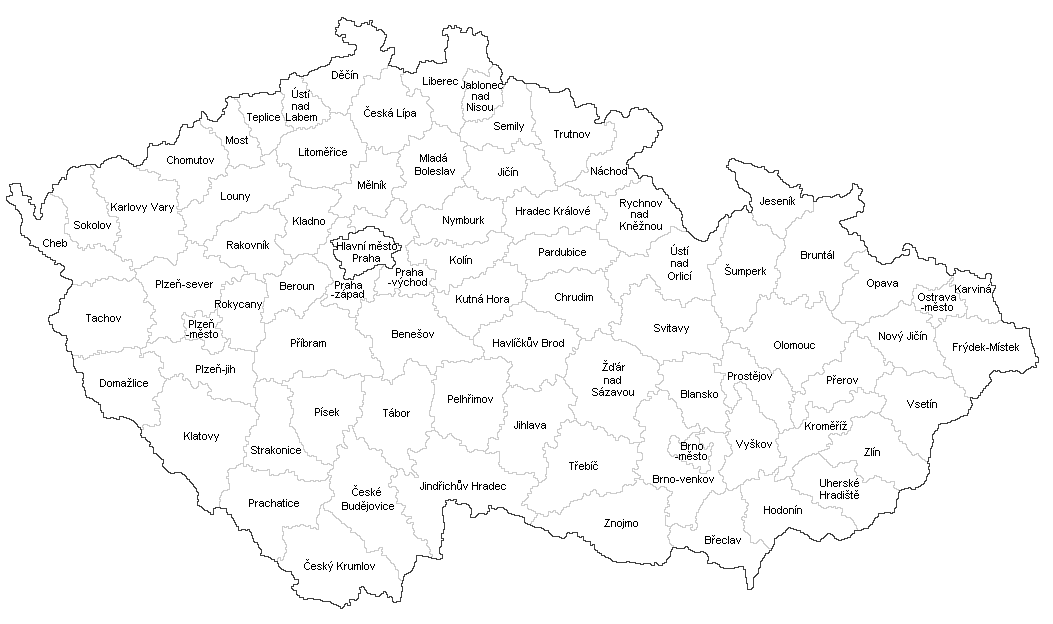
Окреси Чехії після 2007 року

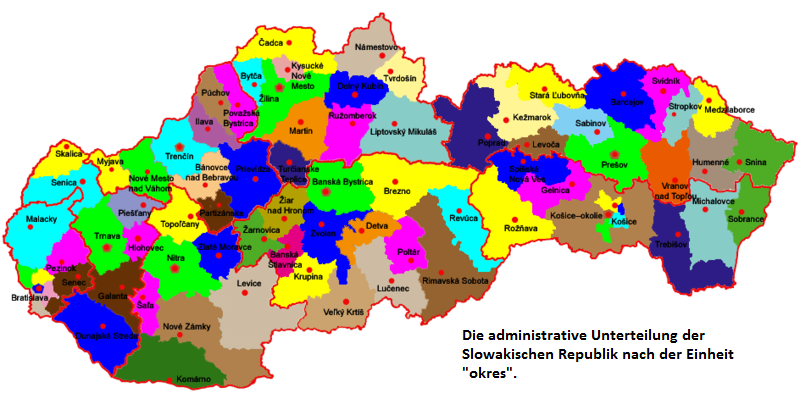
Окреси Словаччини

Окрес (чеськ. okres, словац. okres) — адміністративна одиниця другого рівня у Чехії, Словаччині та колишній Чехословаччині.

## Назва
Походить від німецького Крес (нім. Kreis — коло, периметр).

## Історія
Уперше поділ на окреси відбувся у 1850 році, після Революції в Австрійській імперії (1848—1849). У 1900 році на чеських землях було 133 окреси.
Після створення Чехословаччини окреси стали адміністративною одиницею нової держави. У 1960 році Чехословаччина була перерозподілена на окреси, часто без врахування традиційного поділу та місцевих відносин
У 1993 році, після розпаду Чехословаччини, систему поділу на окреси перейняли дві нинішні держави-наступниці Чехія та Словаччина.
У січні 2003 року в Чехії була проведена реформа, яка замінила окреси на 204 «муніципалітети з розширеною компетенцією» (obce s rozšířenou působností, а також obce III. stupně — муніципалітети третього рівня, які неофіційно називалися також «маленькими окресами»(malé okresy), які взяли на себе більшу частину адміністрації колишньої окресової влади. Деякі з них далі розподіляються між «муніципалітетами з уповноваженими місцевими органами влади» (obce s pověřeným obecním úřadem, скорочені до pověřená obec, множ. pověřené obce; «громади (муніципалітети) другого рівня»). Після введення громад з розширеними повноваженнями окреси перестали бути адміністративними одиницями, але вони продовжують використовуватися як територіальні одиниці, переважно для статистики та державного управління.
У 2007 році кордони окресів Чехії були підкоректовані, 119 муніципалітетів нині перебувають у різних окресах.